# Yanic Wildschut
Yanic Wildschut (ur. 1 listopada 1991 w Amsterdamie) – surinamski piłkarz występujący na pozycji pomocnika. Wychowanek Ajaksu, w swojej karierze grał także w takich zespołach jak PEC Zwolle, VVV, Heerenveen, ADO Den Haag oraz Middlesbrough. Były młodzieżowy reprezentant Holandii.